# Jacopo Sansovino
Jacopo d'Antonio Sansovino (2. julij 1486 - 27. november 1570) je bil italijanski kipar in arhitekt, najbolj znan po svojih delih okoli trga sv. Marka v Benetkah. To so ključna dela v zgodovini beneške renesančne arhitekture. Andrea Palladio je v predgovoru k svoji Quattro Libri menil, da je Sansovinova Biblioteca Marciana najboljša stavba, zgrajena od antike. Giorgio Vasari je svojo Vita o Sansovinu natisnil ločeno.

## Življenjepis
Rodil se je v Firencah in bil vajenec pri Andrei Sansovinu, čigar ime je pozneje prevzel in spremenil ime iz Jacopo Tatti.
V Rimu je pritegnil pozornost Bramanteja in Rafaela in za Perugina izdelal voščeni model Snemanje s križa.
Leta 1511 se je vrnil v Firence, kjer je prejel naročila za marmorne skulpture sv. Jakoba za Duomo in Bakha, ki je zdaj v palači Bargello. Njegove predloge za kiparstvo, ki bi krasilo pročelje cerkve sv. Lovrenca, pa je Michelangelo, ki je vodil načrt, zavrnil, in kateremu je leta 1518 napisal grenko protestno pismo.
V obdobju 1510-17 si je delil atelje s slikarjem Andreo del Sartom, s katerim si je delil modele. Kot vsi italijanski arhitekti iz 16. stoletja je Sansovino posvetil veliko energije izdelavi začasnih struktur, povezanih z dvornimi slovesnostmi in veselicami. Zmagoslavni vstop papeža Leona X. v Firence leta 1515 je bil vrhunec tega žanra. Kasneje se je vrnil v Rim, kjer je ostal devet let, v Benetke pa je odšel v letu pustošenja Rima, to je leta 1527.

## Kariera
Leta 1529 je Sansovino postal glavni arhitekt in nadzornik posesti (protomaestro ali proto) pri prokuristih sv. Marka, zaradi česar je postal eden najvplivnejših umetnikov v Benetkah. Imenovanje je prišlo s plačo 80 dukatov in stanovanjem blizu urnega stolpa v San Marcu. V enem letu se je njegova plača dvignila na 180 dukatov na leto.
Njegovi glavni dosežki so skupina vidnih struktur in stavb v osrednjih Benetkah v bližini trga sv. Marka, natančneje rustikalna  Zecca (javna kovnica), izjemno okrašena Loggetta in njene skulpture, ki mejijo na zvonik, ter različni kipi in reliefi za baziliko sv. Marko. Pomagal je tudi pri obnovi številnih stavb, cerkva, palač in institucionalnih stavb, vključno s cerkvami San Zulian, San Francesco della Vigna, San Martino, San Geminiano (zdaj uničena), Santo Spirito v Isoli in cerkev Incurabili. Med palačami in stavbami so Scuola Grande della Misericordia (zgodnji načrti), Ca' de Dio, Palazzo Dolfin Manin, Palazzo Corner, Palazzo Moro in Fabbriche Nuove di Rialto.
Njegova mojstrovina je knjižnica svetega Marka, Biblioteca Marciana, ena najbolj bogato okrašenih renesančnih stavb v Benetkah, ki stoji nasproti Doževe palače, čez Piazzetto. Gradnja je trajala petdeset let in je stala preko 30.000 dukatov. V njej je arhitekturni jezik klasicizma, tradicionalno povezan s strogostjo in zadržanostjo, uspešno naredil všečen Benečanom z njihovo ljubeznijo do površinske dekoracije. To je utrlo pot elegantni arhitekturi Andree Palladia.
Umrl je v Benetkah, njegova grobnica pa je v krstilnici bazilike sv. Marka. Njegov najpomembnejši privrženec v mediju kiparstva je bil Alessandro Vittoria; drug učenec je bil arhitekt in kipar Danese Cataneo.

## Galerija
- Sculptures
- Mars
- Neptun
- Trkalo z Nereido, Tritonom in putti, c. 1550, National Gallery of Art
- Sv. Onofrio
- sv. Janez Krstnik anta Maria Gloriosa dei Frari
- Mojster sv. Janeza, Sveti Janez v puščavi
- Bakh
- Kip Thomasa Rangoneja
- Mojster sv. Janeza, Vitez, ki tepta premaganega
- Marija in otrok